# Asima Chatterjee
Asima Chatterjee (23 de Setembro de 1917 – 22 de Novembro de 2006) foi uma química indiana conhecida pelo seu trabalho nas áreas da química orgânica e da Fitoquímica. Os seus trabalhos mais notáveis incluem investigação sobre os alcalóides da vinca, e o desenvolvimento de fármacos anti-epilépticos e anti-malária. É também autora de um número considerável de trabalhos sobre plantas medicinais do subcontinente indiano.

## Biografia

### Início da vida
Asima Chatterjee (nascida Mookerjee) nasceu a 23 de Setembro de 1917 em Bengala. Excelente aluna, Chatterjee cresceu em Calcutá, frequentando a escola e inscrevendo-se depois no Scottish Church College, da Universidade de Calcutá, onde se graduou em Química com distinção, em 1936.

### Trabalho académico
Asima Chatterjee formou-se em 1938 com o grau de mestre em química orgânica pela Universidade de Calcutá. Concluiu um doutorado nessa instituição em 1944, sendo a sua pesquisa focada em química de produtos vegetais e em química orgânica sintética. Entre os seus instrutores mais notáveis contam-se Prafulla Chandra Ray e Satyendra Nath Bose. Ganhou também experiência em pesquisa na Universidade do Wisconsin-Madison e no Caltech.
A sua pesquisa centrou-se em torno da química de produtos naturais, resultando no desenvolvimento de fármacos anti-convulsivos, anti-malária e destinados à quimioterapia.

### Carreira
Na década de 1940 juntou-se ao Lady Brabourne College da Universidade de Calcutá, como chefe fundadora do departamento de química. Em 1944, tornou-se a primeira mulher a quem foi conferido um Doutorado em Ciências por uma universidade indiana. Em 1954, Asima Chatterjee entrou para a Faculdade de Ciências da Universidade de Calcutá, como professora em química pura. Em 1962, Chatterjee foi nomeada para o prestigiado cargo de professor Khaira de Química na Universidade de Calcutá, posição que ocupou até 1982.

## Prémios e reconhecimento
- Foi Premchand Roychand Scholar da Universidade de Calcutá.
- Foi a segunda mulher depois de Janaki Ammal a quem foi conferido Doutorado em Ciências por uma universidade indiana, a Universidade de Calcutá em 1944.
- A partir de 1962 a 1982, foi Professora Khaira de Química, uma das mais importantes e cobiçadas cadeiras da Universidade de Calcutá.
- Em 1972, foi nomeada Coordenadora Honorária do Programa de Assistência Especial para intensificar o ensino e a pesquisa em produtos naturais e em química, sancionado pela University Grants Commission (Índia).
- Em 1960, foi eleita Fellow do Academia Nacional das Ciências Indiana, em Nova Deli.
- Em 1961, recebeu o Prémio Shanti Swarup Bhatnagar na ciência química, tornando-se ao mesmo tempo a primeira mulher a receber este prémio.
- Em 1975, foi-lhe conferido o prestigiado Padma Bhushan e tornou-se a primeira mulher cientista a ser eleita como Presidente Geral da Indian Science Congress Association.
- Foi-lhe conferido o grau D Sc (Honoris causa) por várias universidades.
- Foi indicada pelo Presidente da Índia como Membro do Rajya Sabha, de fevereiro de 1982 a maio de 1990.